# Saturn Award für die beste New-Media-Fernsehserie
Folgende Serien haben den Saturn Award für die beste New-Media-Fernsehserie gewonnen:
| Jahr | Serie                              | Weitere Nominierungen |
| ---- | ---------------------------------- | --- |
| 2016 | Marvel’s Daredevil                 | Bosch DreamWorks Dragons The Man in the High Castle Marvel’s Jessica Jones Powers Sense8                                                                         |
| 2017 | Marvel’s Luke Cage Stranger Things | Bosch The Man in the High Castle Marvel’s Daredevil Eine Reihe betrüblicher Ereignisse                                                                           |
| 2018 | Star Trek: Discovery               | Altered Carbon – Das Unsterblichkeitsprogramm Black Mirror The Handmaid’s Tale – Der Report der Magd Mindhunter Philip K. Dick’s Electric Dreams Stranger Things |